# 91st Street (stacja metra)
91st Street – nieczynna stacja linii IRT Broadway – Seventh Avenue metra w Nowym Jorku. Znajdowała się przy 91 ulicy na Manhattanie. Stacja została otwarta 27 października 1904 roku jako jedna z pierwszych 28 stacji systemu metra w Nowym Jorku. Została zamknięta 2 lutego 1959 roku w wyniku wydłużenia peronu na dwóch sąsiednich stacjach: 86th Street i 96th Street. Po zamknięciu stacja popadła w ruinę i została w całości pokryta graffiti.